# Тролльгеттан (водоспад)
Тролльгеттан (швед. Trollhättefallen) — водоспад (точніше — водоскат) у Швеції, на річці Йота-Ельв — приблизно у 13 км від її виходу з озера Венерн, в межах міста Тролльгеттан. Складається з 6 порогів з загальним падінням 32 м на відтинку течії близько 1 км. На водоспаді побудовано ГЕС. До будівництва ГЕС витрата води становила 900 м³/с. Після будівництва ГЕС стік зарегульований.    

## ГЕС
Будівництво гідроелектростанції на водоспаді Тролльгеттан було розпочате 1910 року і 1914 року її було введено в дію. ГЕС кілька разів модернизувалася, остання модернизація була проведена 1992 року. ГЕС має встановленну потужність 249 МВт та середнє річне виробництво 1260 млн кВт·год. На гідроелектростанції використовуються турбіни двох типів — радіально-осьові (турбіни Френсіса) і обертово-лопатеві (турбіни Каплана). 

## У мистецтві
Водоспаду Трольхеттан присвятив кілька своїх картин німецький пейзажист Андреас Ахенбах.  

## Галерея

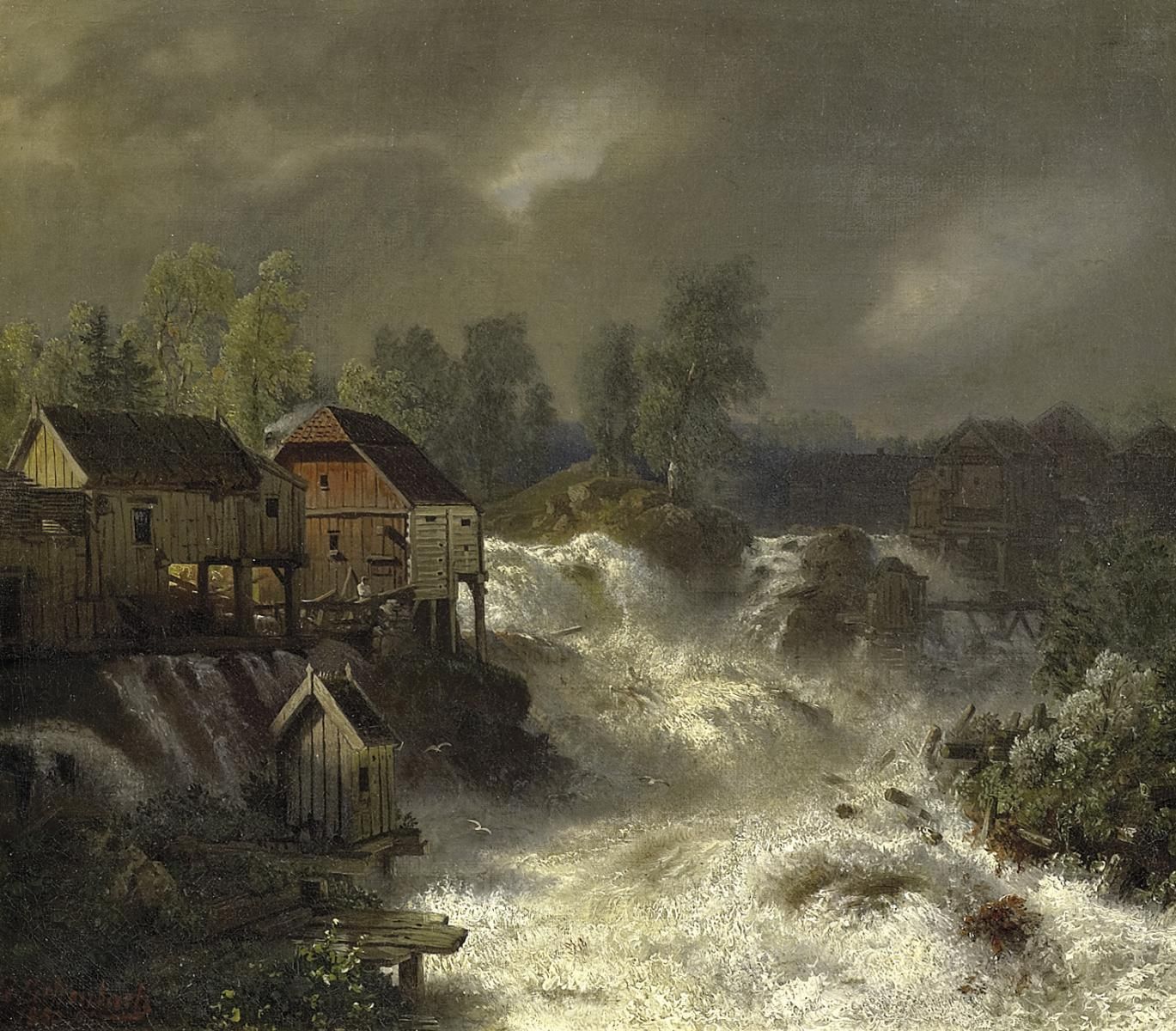
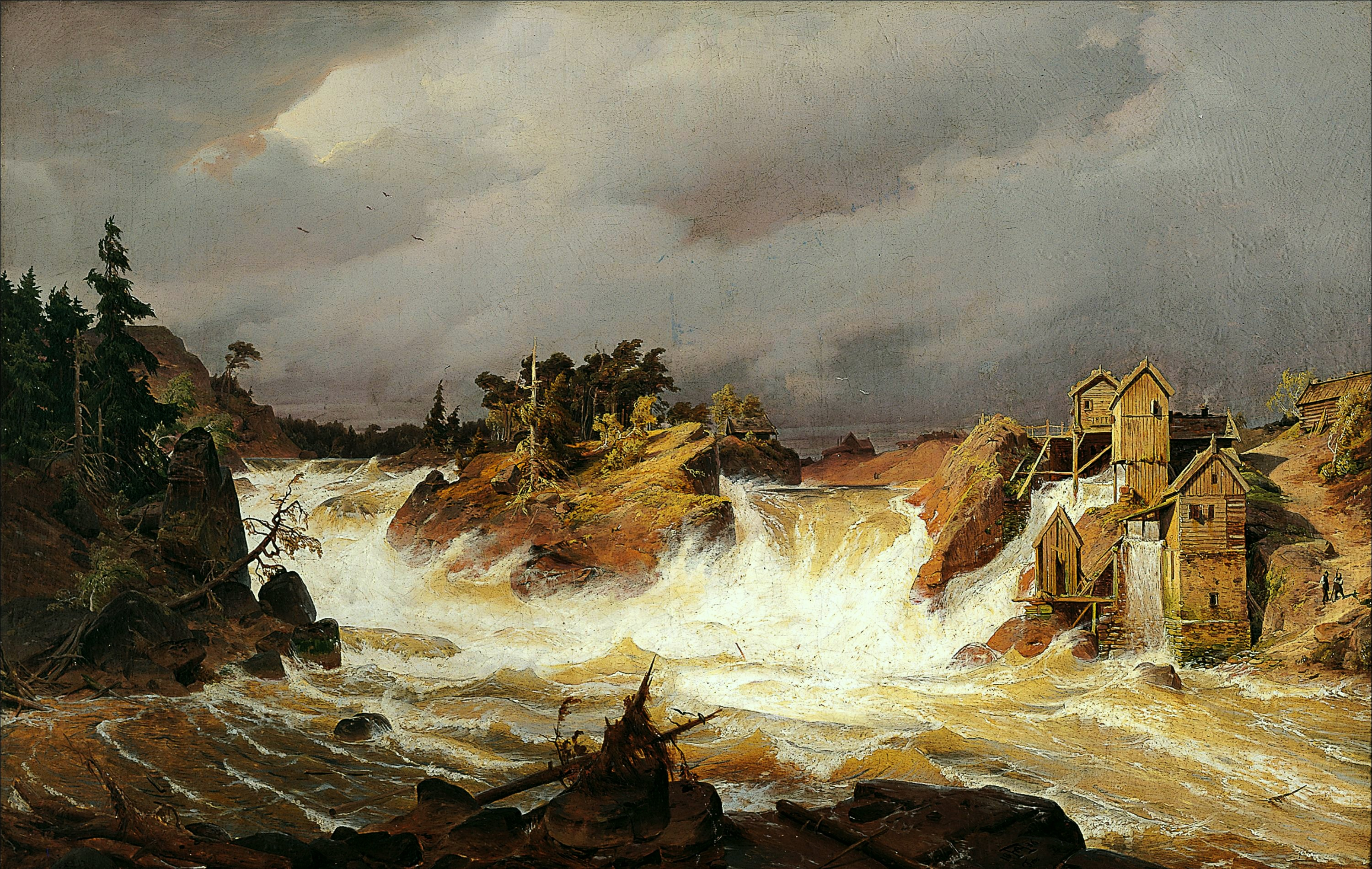